# Curses de cavalls. Abans de la sortida
Curses de cavalls. Abans de la sortida és un quadre del pintor francès Edgar Degas. Està realitzat a l'oli sobre llenç. Mesura 49 cm d'alt i 62 cm d'ample. Va ser pintat el 1862. Actualment es troba al Museu d'Orsay de París, França.
Les curses de cavalls foren un dels seus temes favorits del pintor en els quals explorà el moviment. Eren punt de trobada de les diferents classes socials. En el quadre es representa una escena abans de la sortida. El primer pla l'ocupen els cavalls i els seus genets, vestits amb mallots de colors. Darrere es veu la fila dels espectadors. El fons està ocupat per un prat, a la llunyania es veuen les xemeneies de les fàbriques i tota la part superior està dominada per un cel grisós.
El quadre presenta un caràcter d'instantània i espontaneïtat. L'enquadrament, amb el seu tall a la part inferior i el costat dret és, pel que sembla, arbitrari.